# Niphona longzhouensis
Niphona longzhouensis là một loài bọ cánh cứng trong họ Cerambycidae.